# Whoopie pie
El whoopie pie (alfabet fonètic internacional /'wʊpi paj/) és un pastís típic de Maine, Estats Units. Des de 2011, també és la llaminadura oficial de l'estat de Maine (Maine state treat).
El whoopie pie sol ser rodó, i consisteix en dues capes de pastís amb cacau (o, a voltes, carabassa) d'una textura i un gust semblant al del brownie. Entre les dues capes, duen una crema dolça feta tradicionalment de núvol. Tot i que els whoopie pies solen tenir un diàmetre d'uns 20 centímetres, també se'n fan de mides diferents. El 25 de març de 2011, a South Portland, Maine, es va fabricar el whoopie pie més gros de la Història, de 481 quilos.
Hom creu que el nom d'aquestes postres ve de l'exclamació "whoopie!" ('visca!').